# ۱۱۰۸ (میلادی)
۱۱۰۸ (میلادی) هزار و صد و هشتمین سال تقویم میلادی است.

## درگذشتگان
‎